# Московский машиностроительный завод «Авангард»
Московский машиностроительный завод «Авангард» (сокращённо ММЗ «Авангард») — российское предприятие военно-промышленного комплекса, расположенное в Москве. Было основано в 1942 году как авиационный завод № 41, после завершения Второй мировой войны было перепрофилировано на изготовление деталей для сельхозяйственных машин, с начала 1950-х годов специализируется на производстве зенитных управляемых ракет. В современное время производит ракеты для зенитных ракетных комплексов С-300 и С-400. С 2002 года входит в состав концерна «Алмаз-Антей».

## История

### Вторая мировая война
Создан 24 января 1942 года постановлением Государственного комитета обороны под названием завод № 41. Базой для создания завода послужил Авиационный агрегатный завод № 20, производивший сложные узлы авиационных моторов и эвакуированный в 1941 году в Омск. Первоначально Занимался серийным выпуском моторов и ремонтом авиационной техники.
В 1944 году на завод было переведено из Андижана, Узбекистан опытное конструкторское бюро 154-1.

### Послевоенное производство
После завершения Второй мировой войны на заводе производились детали тракторов, комбайнов и других сельскохозяйственных машин. В 1945 году производился мотор М-11ФН, с 1947 года — газотурбинные двигатели Э-30-80А, позднее — двигатели Э-30-80М, Э-30-81, Э-30-С и Э-30-81М.
В 1946—1948 годах главным конструктором завода являлся Владимир Васильевич Уваров.

### Холодная война
В начале 1950-х годах завод был перепрофилирован для производства зенитных управляемых ракет (ЗУР) для зенитных ракетных систем (ЗРС). В частности, в 1951 году директором завода стал Иван Алексеевич Лихачёв, было заменено около половины станков, были созданы новые цеха.
В 1952 году на заводе началось производство ЗУР В-300 для ЗРС С-25. В 1954 году началось производство опытных ЗУР 1Д для ЗРС С-75, в 1956 году начался их серийный выпуск. В 1956 году началось производство ЗУР В-750 изд. «1Д» для ЗРК С-75, в 1958 году — ЗУР В-750ВН для ЗРК С-75, в 1960 году — ЗУР В-755ВН для ЗРК С-75. Также завод производил ракеты 11Д, 13Д, 15Д, 20Д, 5Я23, 5В29.
В 1963 году завод № 41 был переименован в Московский машиностроительный завод «Авангард».
В 1972—1975 годах начался серийный выпуск ЗУР В-500 для ЗРС С-300П и С-З00ПМ. В 1973 году началось производство противоракет 51Т6 для системы А-135.
В 1986—1989 годах началось производство ЗУР 48Н6П для ЗРС С-300ПМ.
Также на заводе были разработаны 5 типов ракет-мишей «Синица-1», «Синица-6», «Синица-23», «Коршун», «Бекас», основанных на ЗУР 20Д и 5Я23.

### Современная Россия
В 1990-х годах завод переживал финансовые трудности.
В 2002 году завод вошёл в состав концерна «Алмаз-Антей».
В 2007 году началось производство ЗУР для ЗРС С-400.
В 2017 году завод получил статус промышленного комплекса. По состоянию на 2017 год на нём работало около 3000 человек.
В 2019 году США ввели санкции против ММЗ «Авангард», поскольку сочли его нарушающим американское законодательство о нераспространении оружия массового уничтожения в отношении Ирана, КНДР и Сирии. В 2022 году Reuters опубликовал расследование о том, что американская корпорация Extreme Networks поставляла ММЗ «Авангард» IT-оборудование в обход санкций.

### Вторжение России в Украину
В 2022 году в связи с вторжением России в Украину Европейский союз ввёл санкции против ММЗ «Авангард» так как «он производил ракеты для С-300 и С-400, которые использовались российскими войсками во время войны против Украины». В августе 2023 года ММЗ «Авангард» попала в санкционный список Канады против предприятий российского ВПК «связаных с режимом Путина». По аналогичным основаниям предприятие было включено в санкционные списки Японии, Новой Зеландии, Украины и Австралии.
В 2023 году был открыт филиал завода в Московской области и начато строительство 4 новых цехов. По словам генерального директора, завод увеличил производственные мощности вдвое.

## Руководство
- 1942—1942: Александр Петрович Богданов
- 1942—1943: Андрей Сергеевич Кочедыков
- 1943—1946: Николай Федотович Казаков
- 1946—1948: Алексей Александрович Завитаев
- 1949—1950: Юрий Алексеевич Мизюров
- 1950—1953: Иван Алексеевич Лихачёв
- 1953—1975[13]: Алексей Яковлевич Секачёв
- 1975—1986: ?
- 1986—2000: Виктор Павлович Пасько
- 2000—2003: Леонид Альбертович Брюханов
- 2003—2015: Геннадий Викторович Кожин
- 2015—2017: Ахмет Абдул-Хакович Мухаметов
- 2017—2019: Александр Анатольевич Ведров
- 2019—н. в.: Денис Владимирович Попков

## Награды
- Орден Красной Звезды (1945)[2].
- Орден Трудового Красного Знамени (1962)[2].
- Коллектив коммунистического труда (1963)[4].